# Nidalia aurantia
Nidalia aurantia is een zachte koralensoort uit de familie van de Nidaliidae. De wetenschappelijke naam van de soort is voor het eerst geldig gepubliceerd in 2008 door López-González & Gili.